# NGC 5299
NGC 5299 је звезда или звезде у сазвежђу Кентаур која се налази на NGC листи објеката дубоког неба.
Деклинација објекта је - 60° 24' 0" а ректасцензија 13h 50m 48,0s. Привидна величина (магнитуда) објекта NGC 5299 износи 13,1. NGC 5299 је још познат и под ознакама ESO 133-?5.